# Timevinkel
 Der er for få eller ingen kildehenvisninger i denne artikel, hvilket er et problem. Du kan hjælpe ved at angive troværdige kilder til de påstande, som fremføres i artiklen.

Timevinkel er et begreb indenfor astronomien, som beskriver vinklen mellem rektascensionen for et givent himmellegeme og en observatørs lokale stjernetid, dvs.:
Timevinkel = Lokal stjernetid – himmellegemets rektascension
Timevinklen udtrykker direkte vinklen mellem himmellegemets rektascension og observatørens lokale meridian, men da himmelkuglen synes at dreje rundt om Jorden én gang i døgnet, er timevinklen også et udtryk for hvor lang tid der er gået siden himmellegemet passerede meridianen.
En hel omdrejning (360 grader) på 24 timer giver 15 grader i timen: Hvis timevinklen til et objekt er plus 15 grader, er det således en time siden at himmellegemet passerede den lokale meridian. En timevinkel på minus 15 grader betyder at himmellegemet vil passere den lokale meridian om en time. Himmellegemer der for øjeblikket befinder sig på den lokale meridian, har timevinklen 0.
For at forenkle beregningerne, har astronomerne fra gammel tid brugt vinkelmålet "en time" om en vinkel på 15 grader, og underinddelt denne "time"-vinkelenhed i minutter (svarende til 1/4 grad) og sekunder (1/240 grad). Disse minutter og sekunder må ikke forveksles med bueminutter og buesekunder.